# Брайко, Пётр Игнатьевич
Пётр Игнатьевич Брайко (22 декабря 1902, Евпатория, Таврическая губерния — 1994, Москва) — советский военачальник, генерал-полковник авиации (26.11.1956). Участник Гражданской, Советско-Финской и Великой Отечественной войн.

## Биография
Родился 22 декабря 1902 году в городе Евпатория в рабочей семье.
В РККА с мая 1919 года.
Участник Гражданской войны, воевал на Южном фронте.
В 1927 году принят в члены ВКП(б).
С 1928 г. служит в авиации. Сначала летчиком-наблюдателем, а затем на штабных и командных должностях.
Участник советско-финляндской войны, в 1940-м году награждён медалью «За боевые заслуги».
В Великую Отечественную войну прошёл путь от начальника штаба авиаполка до начальника штаба авиакорпуса. С этой должности полковник Брайко 9 августа 1942 года был назначен начальником штаба 2-й воздушной армии.
- В 1943—1945 гг. — начальник штаба 16-й воздушной армии.

После войны продолжил службу в ВВС СССР.
- В 1949—1959 гг. — заместитель начальника Главного штаба ВВС.
- В 1959—1969 гг. — начальник Главного штаба ВВС и первый заместитель главкома ВВС.

С 1969 года в отставке, проживал в Москве.
После отставки был заместителем председателя Советского комитета ветеранов войны (СКВВ).
Умер 30 января 1994 года в Москве. Похоронен на Кунцевском кладбище в Москве.

## Звания
- Генерал-майор авиации (30 апреля 1943)
- Генерал-лейтенант авиации (2 августа 1944)
- Генерал-полковник авиации (26 ноября 1956)

## Награды
- Два ордена Ленина (30.04.1947[2], 22.12.1962)
- Орден Октябрьской Революции (21.12.1982)
- Пять орденов Красного Знамени (23.11.1942, 27.08.1943, 03.11.1944[2], 13.06.1952[2], 22.02.1968)
- Орден Суворова I степени (29.05.1945)
- Орден Кутузова I степени(06.04.1945)
- Орден Суворова II степени (23.08.1944)
- Орден Кутузова II степени (28.04.1944)
- Орден Отечественной войны I степени (06.11.1985)[3]
- Медаль «За боевые заслуги» (19.05.1940)
- Медаль «XX лет Рабоче-Крестьянской Красной Армии»
- Медаль «За оборону Сталинграда»
- Медаль «За победу над Германией в Великой Отечественной войне 1941—1945 гг.»
- Медаль «За освобождение Варшавы»
- Медаль «За взятие Берлина»
- Медаль «Ветеран Вооружённых Сил СССР»
- другие медали

По информации «Каталога наград, находящихся в розыске» (stolenart.ru), большая часть наград была похищена в 1994 году. Их местонахождение не установлено.
Иностранные награды:
- Почётный генерал-командор ордена Британской империи, CBE (Великобритания) (11.05.1944)[4].
- Крест Храбрых (Польша) (19.12.1968)
- Серебряный крест Ордена Virtuti militari (Польша) (1945)
- Медали ПНР, КНР, МНР

Приказы (благодарности) Верховного Главнокомандующего в которых отмечен Брайко П. И.
- За овладение столицей союзной нам Польши городом Варшава — важнейшим стратегическим узлом обороны немцев на реке Висла. 17 января 1945 года. № 223
- За овладение городами и крупными узлами коммуникаций Сохачев, Скерневице и Лович — важными опорными пунктами обороны немцев. 18 января 1945 года. № 228
- За овладение крупнейшим промышленным центром Польши городом Лодзь и городами Кутно, Томашув (Томашов), Гостынин и Ленчица — важными узлами коммуникаций и опорными пунктами обороны немцев. 19 января 1945 года. № 233
- За овладение городами Франкфурт-на-Одере, Вандлитц, Ораниенбург, Биркенвердер, Геннигсдорф, Панков, Фридрихсфелъде, Карлсхорст, Кепеник и прорыв в столицу Германии Берлин. 23 апреля 1945 года. № 339